# Furious 7 (nhạc phim)
Furious 7: Original Motion Picture Soundtrack là album nhạc phim cho bộ phim Furious 7, phát hành trên iTunes và dưới định dạng đĩa CD vào ngày 17 tháng 3 năm 2015. Album nhạc nền phim được biên soạn bởi Brian Tyler và phát hành vào ngày 31 tháng 3 năm 2015.

## Các đĩa đơn
Album phát hành tất cả bảy đĩa đơn.  Hai đĩa đơn đầu tiên từ album nhạc phim là "Ride Out" được biểu diễn bởi Kid Ink, Tyga, Wale, YG và Rich Homie Quan, và "Go Hard or Go Home" được biểu diễn bởi Wiz Khalifa và Iggy Azalea. Hai đĩa đơn này phát hành vào ngày 17 tháng 2 năm 2015 cho những khán giả đã đặt trước album. Hai đĩa đơn tiếp theo là "Off-set" (được trình bày bởi T.I. và Young Thug), và "How Bad Do You Want It (Oh Yeah)" (được trình bày bởi Sevyn Streeter) sẽ phân phối cho các đại lý bán lẻ kĩ thuật số vào ngày 24 tháng 2 năm 2015. Đĩa đơn tiếp theo, "Payback" được phát hành vào ngày 2 tháng 3 thông qua World Star Hip Hop. Cùng ngày hôm đó, đĩa đơn "My Angel" (trình bày bởi Prince Royce) sẽ được phát hành trên iTunes; và video âm nhạc cho bài hát ra mắt ngày 4 tháng 3 năm 2015. Đĩa đơn cuối cùng được thực hiện dưới sự hợp tác của Wiz Khalifa với Charlie Puth mang tựa đề "See You Again", phát hành vào ngày 10 tháng 3 và ra mắt trên kênh Clear Channel vào ngày 9 tháng 3. Wiz Khalifa đã biểu diễn bài hát trên chương trình The Tonight Show Starring Jimmy Fallon và sẽ tiếp tục biểu diễn bài hát trong chương trình The Voice mùa thứ 8 vào ngày 8 tháng 4 năm 2015.

## Diễn biến thương mại
Trong tuần đầu phát hành, album ra mắt tại vị trí #12 trên bảng xếp hạng US Billboard 200. 2 tuần sau đó, album nhảy từ vị trí #17 lên vị trí á quân bảng xếp hạng với 74.000 bản bán ra trong tuần phát hành thứ ba (doanh số album truyền thống đạt 33.000 bản và doanh số album quy đổi từ tải kĩ thuật số đạt 38.000 bản, cộng với 3.000 bản quy đổi từ các dịch vụ âm nhạc trực tuyến). Sự kiện này đã giúp cho Furious 7 trở thành album đầu tiên có bước nhảy lên top 2 của bảng xếp hạng nhiều nhất (15 bậc) kể từ sau khi album nhạc phim Les Misérables nhảy từ vị trí #33 lên vị trí #2 trong ấn bản ngày 22 tháng 1 năm 2013 của tạp chí Billboard.

## Danh sách và thứ tự các bài hát
| Furious 7: Original Motion Picture Soundtrack | Furious 7: Original Motion Picture Soundtrack | Furious 7: Original Motion Picture Soundtrack    | Furious 7: Original Motion Picture Soundtrack |
| STT                                           | Nhan đề                                       | Trình bày                                        | Thời lượng                                    |
| --------------------------------------------- | --------------------------------------------- | ------------------------------------------------ | --------------------------------------------- |
| 1.                                            | "Ride Out"                                    | Kid Ink, Tyga, Wale, YG, và Rich Homie Quan      | 3:31                                          |
| 2.                                            | "Off-Set"                                     | T.I. và Young Thug                               | 3:13                                          |
| 3.                                            | "How Bad Do You Want It (Oh Yeah)"            | Sevyn Streeter                                   | 3:44                                          |
| 4.                                            | "Get Low"                                     | Dillon Francis và DJ Snake                       | 3:33                                          |
| 5.                                            | "Go Hard or Go Home"                          | Wiz Khalifa và Iggy Azalea                       | 3:52                                          |
| 6.                                            | "My Angel"                                    | Prince Royce                                     | 3:10                                          |
| 7.                                            | "See You Again"                               | Wiz Khalifa hợp tác với Charlie Puth             | 3:49                                          |
| 8.                                            | "Payback"                                     | Juicy J, Kevin Gates, Future, và Sage the Gemini | 3:58                                          |
| 9.                                            | "Blast Off"                                   | David Guetta và Kaz James                        | 3:08                                          |
| 10.                                           | "Six Days" (phối lại)                         | DJ Shadow hợp tác với Mos Def                    | 3:52                                          |
| 11.                                           | "Ay Vamos"                                    | J Balvin hợp tác với French Montana và Nicky Jam | 4:55                                          |
| 12.                                           | "G.D.F.R." (Noodles phối lại)                 | Flo Rida hợp tác với Sage the Gemini và Lookas   | 4:23                                          |
| 13.                                           | "Turn Down for What"                          | DJ Snake và Lil Jon                              | 3:34                                          |
| 14.                                           | "Meneo"                                       | Fito Blanko                                      | 3:44                                          |
| 15.                                           | "I Will Return"                               | Skylar Grey                                      | 3:56                                          |
| 16.                                           | "Whip" (bài hát thêm)                         | Famous to Most                                   | 3:41                                          |
| 17.                                           | "Hamdulillah" (không bao gồm)                 | The Narcicyst hợp tác với Shadia Mansour         | 3:25                                          |

## Xếp hạng
| Bảng xếp hạng (2015)                                  | Vị trí cao nhất |
| ----------------------------------------------------- | --------------- |
| Album Úc (ARIA)                                       | 33              |
| Album Áo (Ö3 Austria)                                 | 18              |
| Album Bỉ (Ultratop Vlaanderen)                        | 77              |
| Album Bỉ (Ultratop Wallonie)                          | 110             |
| Album Đức (Offizielle Top 100)                        | 15              |
| Album Thụy Sĩ (Schweizer Hitparade)                   | 7               |
| Album Hoa Kỳ Billboard 200                            | 2               |
| Album Hoa Kỳ Digital (Billboard)                      | 10              |
| Album Hoa Kỳ Top R&B/Hip-Hop (Billboard)              | 5               |
| Đã nhập bảng xếp hạng không hợp lệ BillboardSales\|21 |                 |
| Album Hoa Kỳ Soundtrack (Billboard)                   | 3               |